# Марко Івезич
Марко Івезич (серб. Марко Ивезић, нар. 2 грудня 2001, Белград, Сербія) — сербський футболіст, опорний півзахисник німецького клубу «Гольштайн» та національної збірної Сербії.

## Ігрова кар'єра

### Клубна
Марко Івезич є вихованцем столичного клубу «Вождовац». З 2019 року футболіст виступав за молодіжну клубну команду. Дебют в основі команди відбувся у березні 2021 року у матчі чемпіонату країни.
Влітку 2023 року Івезич перейшов до німецького клубу «Гольштайн», підписавши з клубом контракт на чотири роки. В першому ж сезоні разом з клубом посів друге місце в Другій Бундеслізі і отримав право на підвищення до елітного німецького дивізіону.

### Збірна
26 січня 2023 року у товариському матчі проти команди США Марко Івезіч дебютував у складі національної збірної Сербії.